# Archirhodomyrtus
Archirhodomyrtus (Nied.) Burreté um género botânico pertencente à família Myrtaceae, subfamília Myrtoideae, tribo Myrteae.
O termo provém do grego archi, "primeiro", rhodo, "rosa", e Myrtus (referente à família), devido à forma das flores que lembram rosas.

## Espécies
- Archirhodomyrtus baladensis
- Archirhodomyrtus beckleri
- Archirhodomyrtus paitensis
- Archirhodomyrtus turbinata
- Archirhodomyrtus vieillardi